# Marisa Díez de la Fuente
Marisa Díez de la Fuente (Burgos, 1931- Barcelona, 12 de març de 2015) coneguda com Marisa Ciento, fou una marxant d'art, galerista, comissària d'exposicions i dinamitzadora de l'art contemporani a la Barcelona de la Transició.

## Biografia
Nascuda a Burgos en el si d'una família benestant, va tenir sis germans. Es va traslladar a Barcelona a mitjans de la dècada de 1950, en casar-se amb un empresari català. Dona emprenedora i autodidacta, el 1974, poc abans de la mort del general Franco, va obrir la Galeria Ciento, al carrer Consell de Cent, 347 de Barcelona, una sala que va esdevenir un espai de creació i punt de trobada d'artistes, intel·lectuals i nous talents, amb propostes arriscades i trencadores.
Díez de la Fuente va entendre que, després de dècades d'immobilisme cultural, el món de l'art barceloní necessitava un revulsiu. Sense prejudicis anti-conceptuals-figuratius o abstractes, va inaugurar la primera temporada amb una exposició d'obra gràfica dels històrics del surrealisme i l'art pop: Max Ernst, Roberto Matta i Edoardo Paolozzi. La segona temporada, va portar el controvertit Christo, Joan Hernández Pijuan i Vicenç Viaplana. Malgrat l'enrenou, les crítiques malèvoles i algunes dificultats, va continuar avalant artistes i fotògrafs gairebé desconeguts, alguns dels quals, van esdevenir importants a nivell mundial com ara Antoni Muntadas, Patricio Vélez, Joaquim Gomis, Perejaume, Joaquim Chancho o Eugenia Balcells.
Més endavant, va apostar pels post minimalistes: Agnes Martin, Sol LeWitt, Robert Mangold i Brice Marden i una llarga llista d'artistes, entre els quals, Joan Brossa, Antoni Tàpies, Joan Pere Viladecans, Amèrica Sánchez, Eulalia Grau, Carlos Pazos, Jordi Benito, Susana Solano, Frederic Amat, Tony Catany, Ferran Freixa, Humberto Rivas i artistes madrilenys, gens coneguts a Barcelona, com Carlos Alcolea, Juan Navarro Baldeweg i Eva Lootz. El 1982 va ser cofundadora de la Primavera Fotogràfica a Barcelonai va formar part del comitè de la primera edició d'Arco, la fira madrilenya d'Art Contemporani.
Després d'una dècada d'intensa activitat, va organitzar l'exposició col·lectiva Diez años, once artistas. El 1988 va ser elegida membre del jurat qualificador per a la concessió de beques a les Arts plàstiques. Més tard va impulsar la creació de L'Associació de Galeristes de Barcelona.
Malgrat els esforços personals i els èxits aconseguits, la crisi del sector i el poc mercat nacional, van fer econòmicament inviable la continuació del seu projecte. El 15 novembre 1991, «la Ciento» (així era coneguda col·loquialment la galeria) es va clausurar amb l'exposició dels pintors Yamandú Canosa, Luís Frangella, Patricio Vélez i Joaquin Chancho.
El tancament, no va significar l'allunyament de Díez de la Fuente del món de l'art, tot el contrari, va continuar estretament vinculada amb artistes, crítics i responsables de museus i fundacions. L'octubre de 1995, la galeria Carles Poy va organitzar una exposició col·lectiva en honor de la Ciento i la pròpia Díaz de la Fuente va ser la encarregada de seleccionar-ne les obres. El 1999 va col·laborar amb l'Espai Vau, dintre del Centre d'Art Santa Mónica en la elaboració dels catàlegs de les exposicions de Maria Helguera, Enric Mauri i Ernesto Fontecilla.
El 2011, va recuperar i comissariar, per a la Fundació Suñol, l'exposició de l'argentí Luis Frangella, artista emblemàtic, mort prematurament el 1990 als quaranta-sis anys.
També l'any 2011, el dissenyador de mobles Carles Riart (Premi nacional de disseny) va voler homenatjar Marisa Díez amb la creació de la Mesa Ciento. El març 2012 va concedir l'última entrevista a Luis Ros i Victor Pérez Ballesteros per a un futur llibre sobre la seva trajectòria en l'art i galerisme. Malauradament la malaltia li va impedir veure el projecte acabat i va morir el 12 de març de 2015.